# سیارک ۳۸۸۳
سیارک ۳۸۸۳ (به انگلیسی: 3883 Verbano، نامگذاری:1972RQ) سه هزار و هشتصد و هشتاد و سومین سیارک کشف شده‌است که در ۷ سپتامبر ۱۹۷۲ کشف شد.
قدر مطلق سیارک برابر ۱۱٫۹۰ است.